# Прапор Української РСР
Пра́пор Украї́нської РСР — символ Української РСР.

## Історія

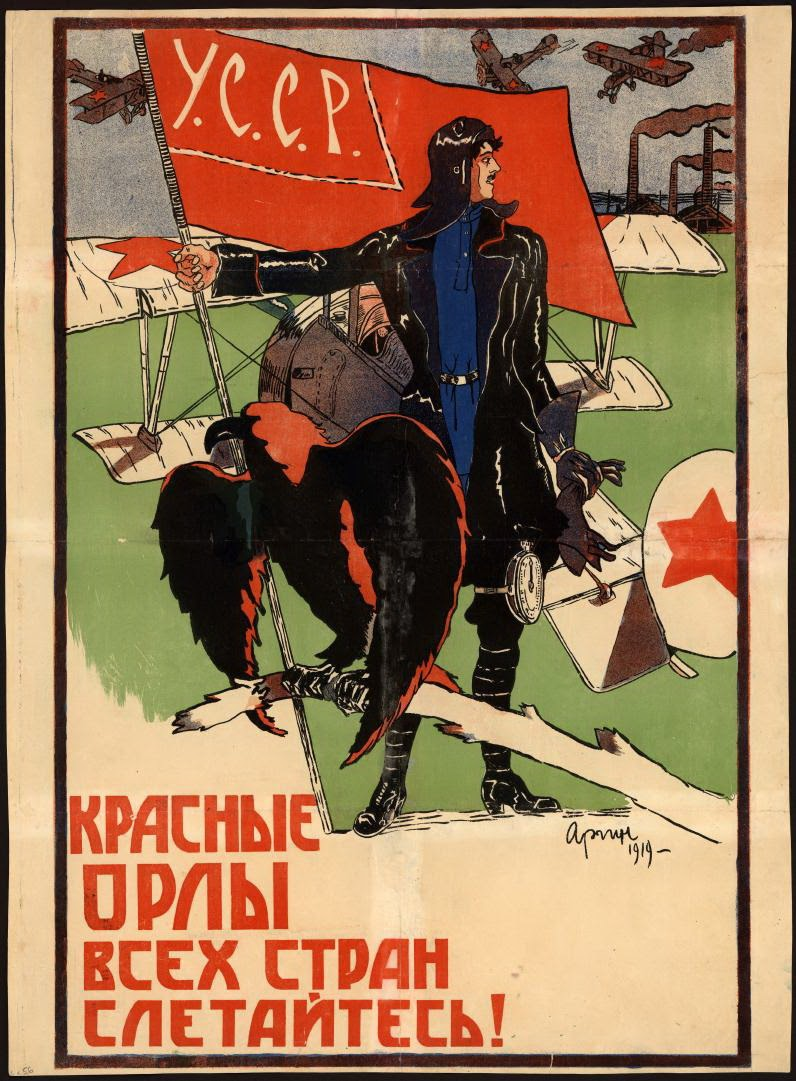
Агітаційний плакат 1919 року

Першим прапором УРСР, за керування Леніна, став червоний стяг із жовто-синім прапором у верхньому лівому куті. Та в 1919 році, з ідеологічних міркувань, прапор УСРР став мати тільки червоний колір з абревіатурою назви республіки, облямованою золотою рамкою.
Перший офіційно затверджений прапор УСРР (прийнятий на III Всеукраїнському з'їзді рад у березні 1919 року, коли було ухвалено першу конституцію УСРР) був червоний із золотими ініціалами «УРСР» у горішньому червоному накутнику із золотим обрамуванням. Потім обрамування зникло, а абревіатура періодично змінювалася на УССР (1923), УСРР (1927).
У 1937 року для республіки створено новий прапор, червоний із золотими схрещеннями серпом і молотом, супроводженими ініціалами «УРСР».
21 листопада 1949 року Президія Верховної Ради УРСР ухвалила стяг, який складається з двох горизонтально розташованих кольорових смуг: верхньої червоного кольору, яка становить дві третини ширини, і нижньої лазурового кольору, яка становить одну третину ширини прапора, із зображенням у його верхньому кутку, на відстані однієї третини довжини від древка, золотих серпа і молота і над ними п'ятипроменевої зірки, обрамленої золотою каймою. Відношення ширини до довжини 1:2. 5 липня 1950 року Верховна Рада УРСР прийняла відповідний закон. Торговим, морським і військовим прапором УСРР (ст. 35 Конституції 1919 року) стало червоне полотнище з написом у кантоні золотими літерами: «Українська Соціалістична Радянська Республіка» або абревіатурою «УСРР». Відомі кілька варіантів назви українською (або російською) мовами, що відмінні правописом.

Прапор радянської УНР (1917—1919)[3]
Прапор УСРР з 1923 року
Прапор УСРР з 1927 року
Прапор УРСР з 1937 року
Прапор УРСР з 1949 року